# Nissan Ariya
Nissan Ariya (укр. Ніссан «Арія») — електромобіль (BEV), що виготовляється компанією Nissan з 2022 року.

## Опис

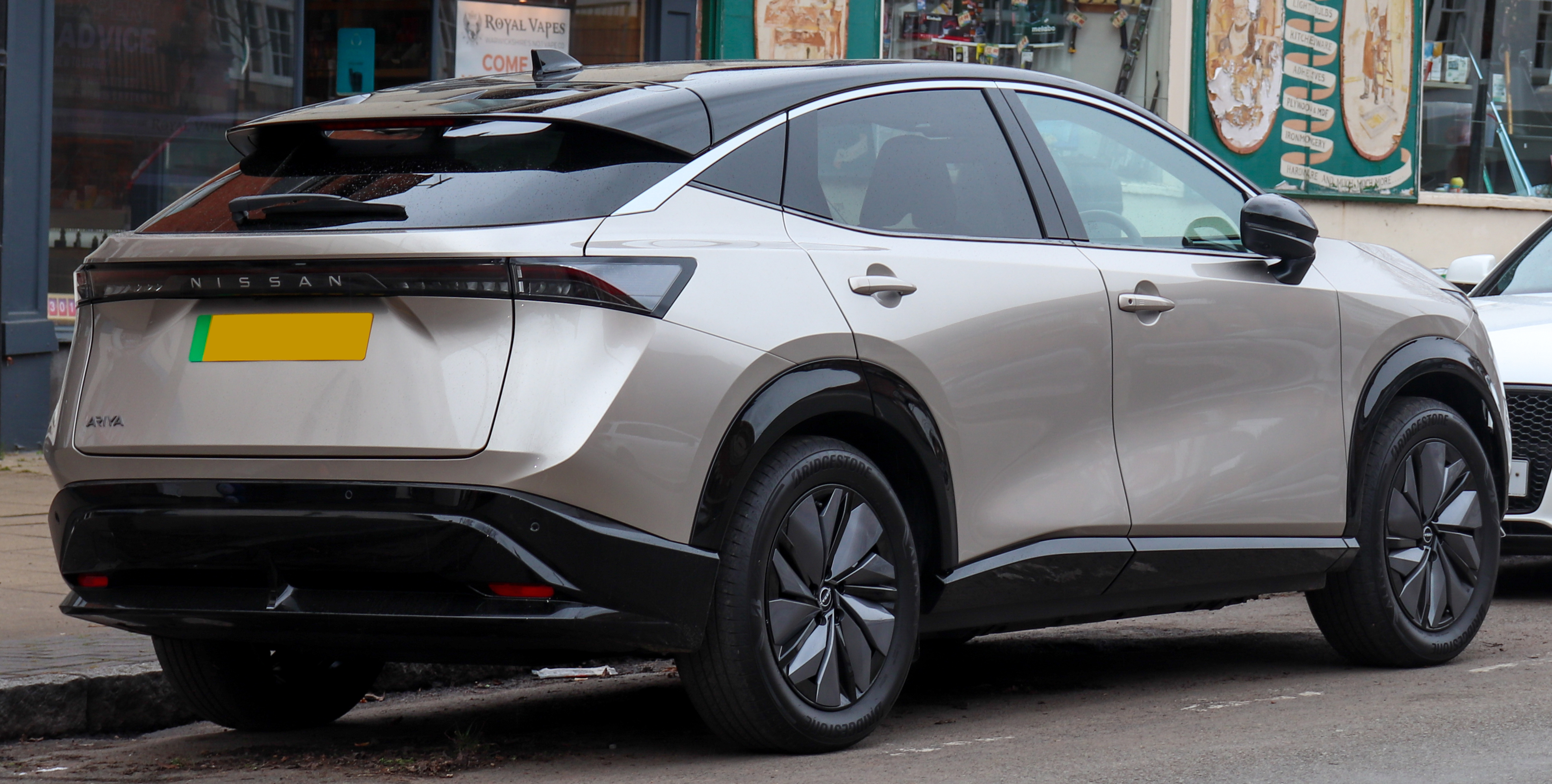
Nissan Ariya

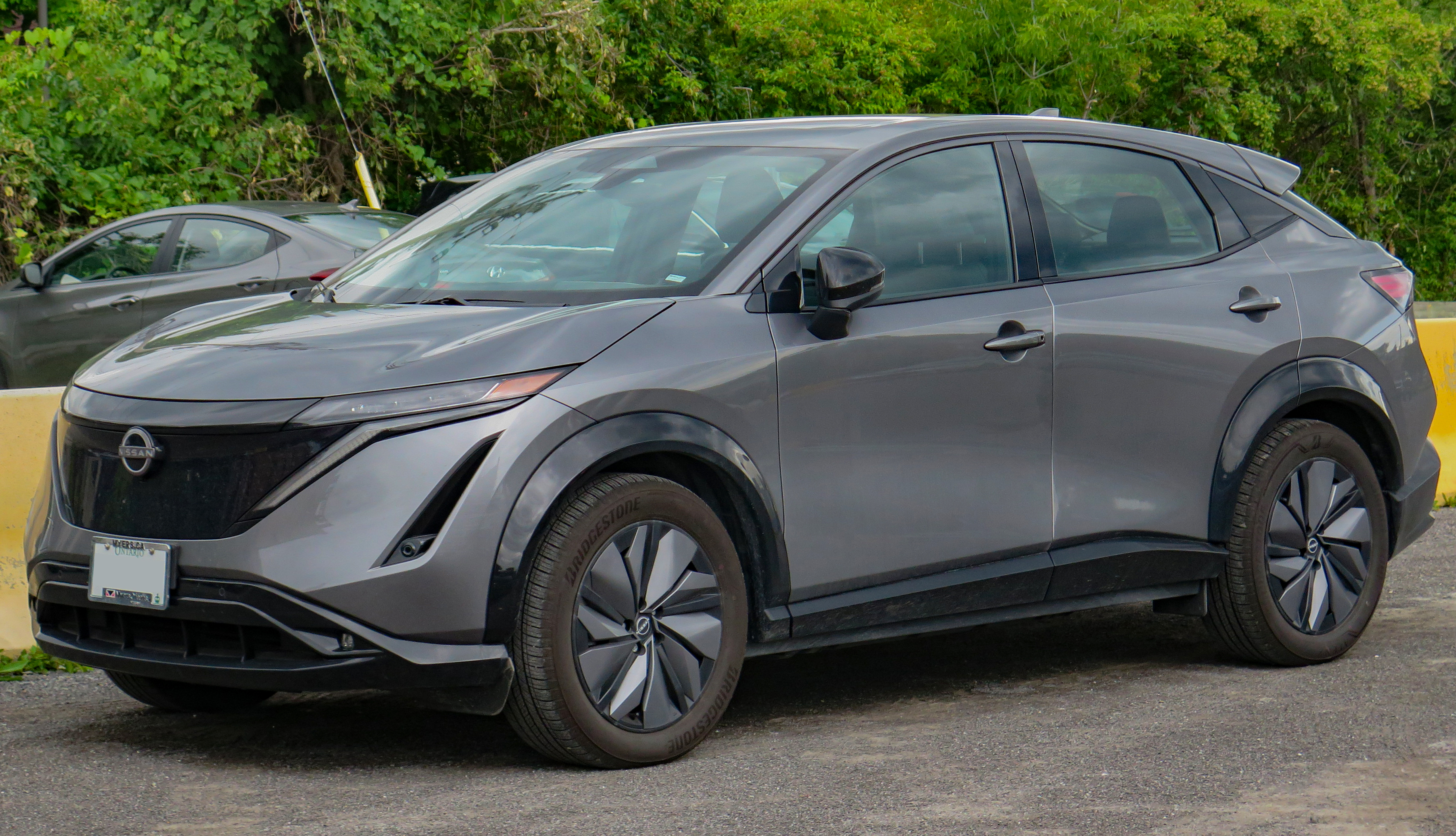
Nissan Ariya Evolve e-4ORCE (США)

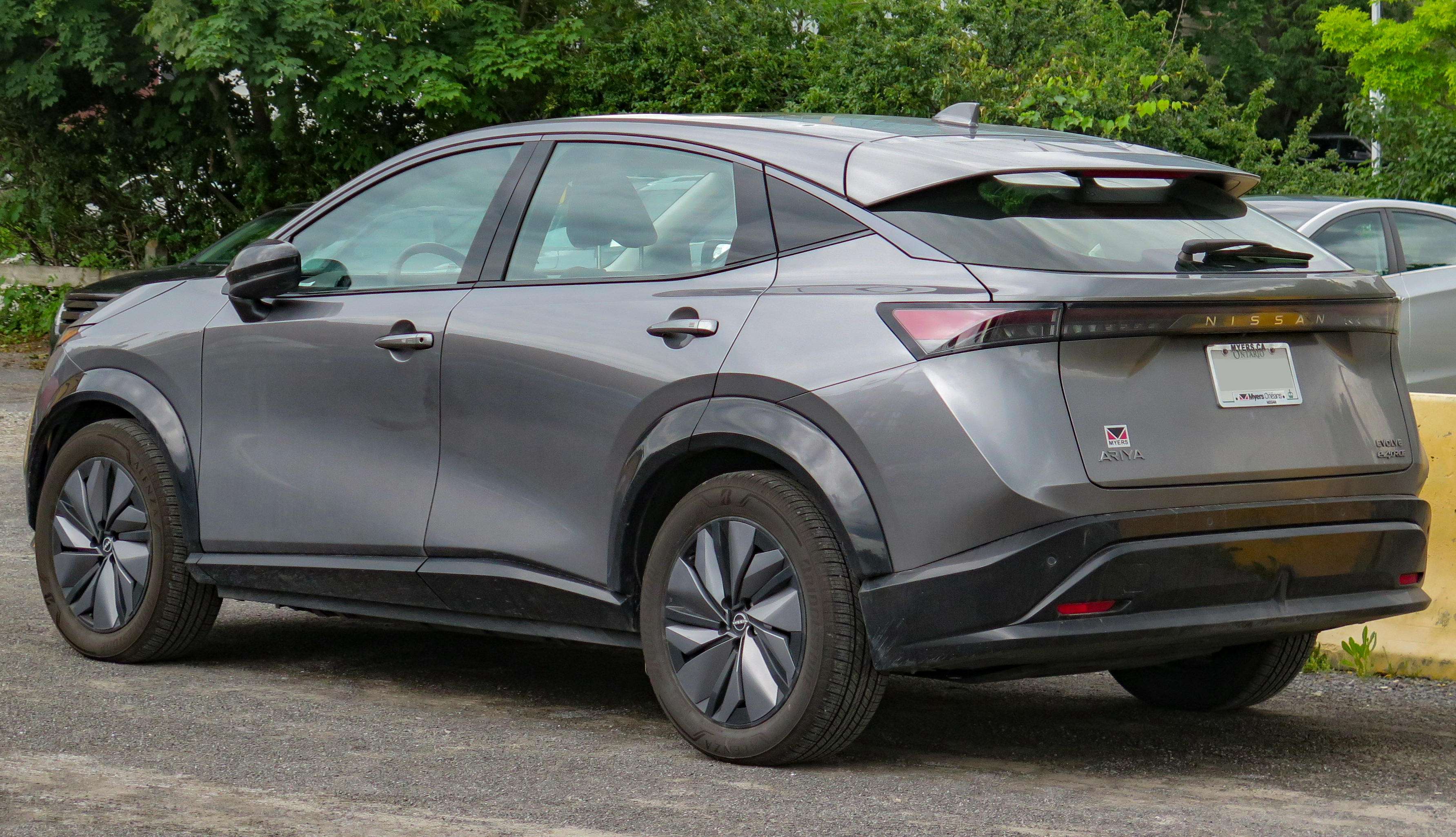
Nissan Ariya Evolve e-4ORCE (США)

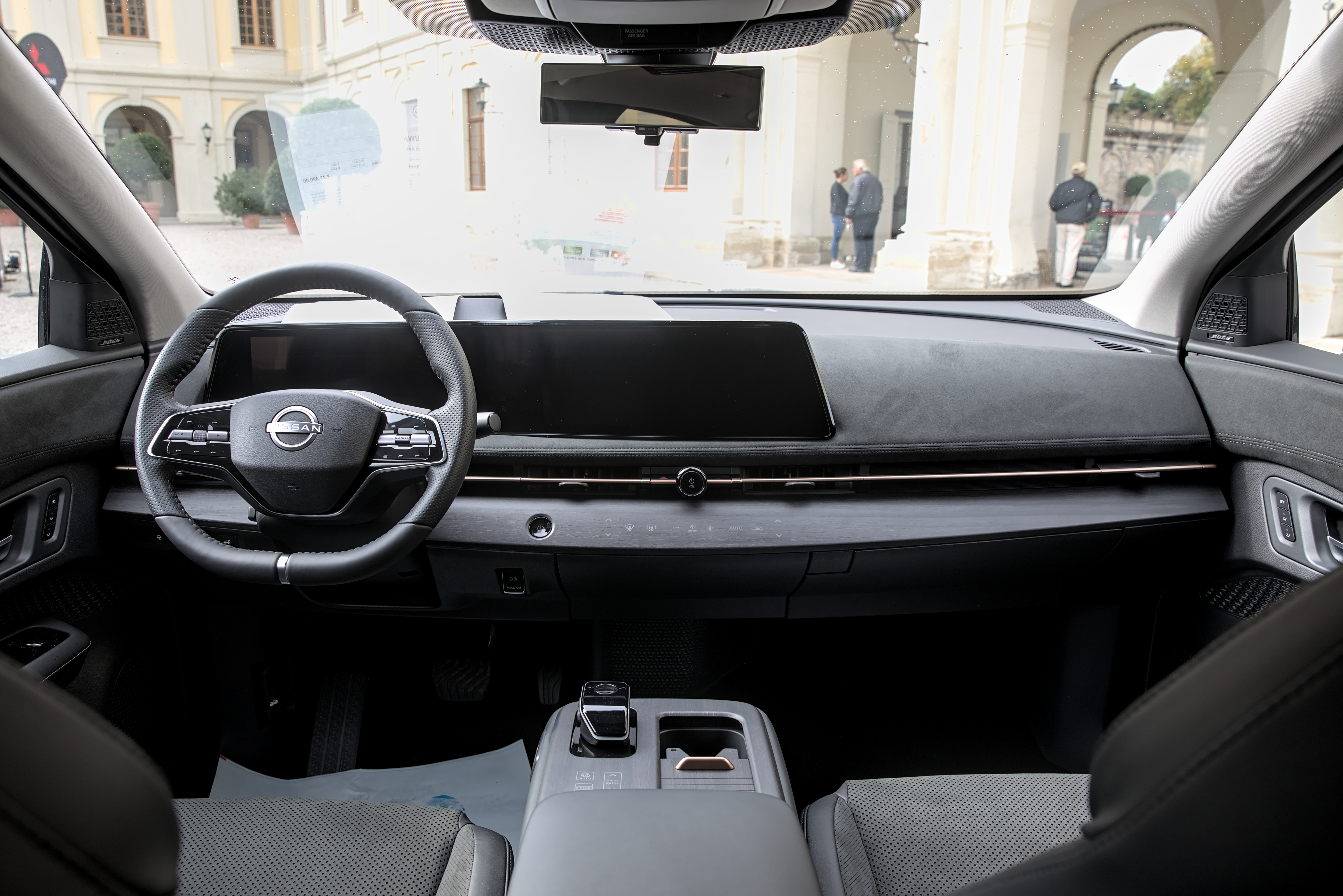
Салон

14 липня 2020 року дебютував електричний кросовер Nissan Ariya, збудований на шасі CMF-EV.
Довжина, ширина, висота і колісна база новачка рівні 4595 1850 1660 і 2775 мм. Шини: 235/55 R19 (опція 255/45 R20). Споряджена маса, в залежності від версії і комплектації, - від 1,8 до 2,3 т. Багажник - від 408 до 468 л (залежить від модифікації і ринку).
Для моделі заготовлено кілька двоколірних комбінацій забарвлення кузова з чорним дахом, в тому числі особливий Akatsuki («світанок»), що відрізняється мідним основним відтінком, які натякають на «провідність» і, отже, електропривод.
Автомобіль з запасом ходу до 500 км (WLTP) пропонується в п'яти версіях: 2WD/160 кВт/63 кВтг, 2WD/178 кВт/87 кВтг, AWD/205 кВт/63 кВтг, AWD/225 кВт/87 кВтг і AWD/290 кВт/87 кВтг Performance.
У початкових версіях використовується тільки передній електродвигун, однак більші можливості пропонує повнопривідна версія Nissan Ariya AWD e-4ORCE. Обидва двигуни приводять в рух свої осі, при цьому обидва вони беруть участь в рекуперації, зменшуючи пірнання при гальмуванні. Система здійснює розподіл крутного моменту між осями і незалежне гальмування кожного з чотирьох коліс, що дозволяє витримувати задану траєкторію навіть у важких дорожніх умовах. До того ж до стандартного, спортивного та економічного режиму руху e-4ORCE версія також має в своєму розпорядженні додатковий «зимовий» режим.

## Технічні характеристики
| Моделі                         | Standard Range | Standard Range | Extended Range | Extended Range | Extended Range  | Extended Range | Extended Range | Extended Range | Extended Range |
| Привід                         | FWD            | AWD            | FWD            | AWD            | AWD Performance |                |                |                |                |
| ------------------------------ | -------------- | -------------- | -------------- | -------------- | --------------- | -------------- | -------------- | -------------- | -------------- |
| Ємність акумулятора            | 65 кВт         | 65 кВт         | 90 кВт         | 90 кВт         | 90 кВт          | 90 кВт         | 90 кВт         | 90 кВт         | 90 кВт         |
| Дальність ходу (WLTP)          | 360 км         | 340 км         | 500 км         | 460 км         | 400 км          |                |                |                |                |
| Потужність                     | 215 к.с.       | 275 к.с.       | 239 к.с.       | 302 к.с.       | 389 к.с.        |                |                |                |                |
| Крутний момент                 | 300 Нм         | 560 Нм         | 300 Нм         | 600 Нм         | 600 Нм          |                |                |                |                |
| Прискорення 0-100 км/год       | 7.5 с          | 5.9 с          | 7.6 с          | 5.7 с          | 5.1 с           |                |                |                |                |
| Максимальна швидкість          | 160 км/год     | 200 км/год     | 160 км/год     | 200 км/год     | 200 км/год      |                |                |                |                |
| Швидкість зарядки (DCFC)       | до 130 кВт     | до 130 кВт     | до 130 кВт     | до 130 кВт     | до 130 кВт      |                |                |                |                |
| Швидкість зарядки (стандартна) | 7.4 кВт        | 7.4 кВт        | 22 кВт         | 22 кВт         | 22 кВт          |                |                |                |                |
| Ємність багажника              | 468 л          | 415 л          | 468 л          | 415 л          | 415 л           |                |                |                |                |

## Продаж
| Рік  | Європа | США   | Китай |
| ---- | ------ | ----- | ----- |
| 2022 | 4,609  |       | 1,205 |
| 2023 |        | 5,195 |       |